# 菊地まどか
菊地 まどか（きくち まどか、本名：大阪谷利恵、1976年（昭和51年）5月17日 - )は大阪市都島区出身の浪曲師・歌手である。公益社団法人浪曲親友協会、三栄企画所属芸名の由来は師の2代目京山小圓嬢が名乗っていた菊地容子の「菊地」と「圓」の訓読みである「まどか」に由来。

## 来歴
- 2001年 - 成世昌平の甲会に入門、名取となる。当時は医療事務の仕事もしていた[1]。
- 2003年 - 2代目京山小圓嬢に弟子入り。
- 2005年2月12日 - 浪曲師として再び高座に上がる。
- 2006年5月14日 - ワッハ上方で「デビュー披露記念公演」開催。
- 2006年4月15日 - 新宿御苑にて小泉純一郎首相主宰「観桜会」に招待される。小泉首相(当時）と対面した際、両手を握手しながら浪曲で自己紹介をし「クラシックもいいですけど浪曲も宜しくお願いします」と浪曲アピールもしっかり行った。12月1日 -浪曲界で初めて天満天神繁昌亭に出演する。
- 2007年1月、新しい世代の活性化を目指して若手浪曲師と三味線の曲師で構成された「新星浪曲☆新宣組」を結成しギャラリーやカフェなどでも活動する。メンバーは春野恵子、幸いってん、一風亭初月、沢村さくら。10月には 玉川奈々福、春野恵子と共に「浪曲乙女組」を結成。
- 2008年7月1日 -京セラドーム大阪でのオリックス対ソフトバンク戦の始球式で「君が代」独唱する。
- 2010年2月「浪花女のげんき節」で演歌歌手デビュー。
- 2023年、長男出産[3]、高座復帰。

## 受賞歴
- 2001年 - 富山テレビ「サンザワールド民謡大会」優勝。
- 2002年 -「西近畿民謡連合大会」優勝、「和歌山県知事賞」受賞 「産経新聞社」総合優勝
- 2004年 - 「産経民謡大賞」優秀賞。
- 2006年 - 「文化庁芸術祭新人賞」受賞。「大阪舞台芸術新人賞」受賞。
- 2007年 - 「咲くやこの花賞」大衆芸能部門受賞。
- 2009年 - 「大阪文化祭賞」奨励賞受賞。
- 2010年 - 「日本レコード大賞」新人賞受賞。
- 2020年 -  令和元年度花形演芸大賞金賞受賞[4]。

## 主な出演番組

### TV
- 上方演芸ホール（NHK総合）
- わが心の大阪メロディー（NHK総合）
- バラエティー生活笑百科（NHK総合）
- NHK歌謡コンサート（NHK総合、2010年3月9日）
- 笑点（日本テレビ、2010年3月21日）
- とっぴもナイト（KBS京都テレビ、2010年5月22日）

### CM
- 「文化放送」QRソング浪曲編に出演[5]。
- 「ドギーマン」歌出演。
- 「ヤンマー」歌出演。

## CD・DVD
- 「浪曲 嫁ぐ日 / 浪曲 赤垣源蔵 名残の徳利」（2009年12月）
- 浪花女のげんき節(2010年2月17日)
最高位61位　登場回数10回
- 人恋さんさ(2010年9月22日)
最高位61位　登場回数5回
- 菜の花列車(2011年5月25日)
最高位62位　登場回数7回
- ふたりの絆酒(2012年3月21日)
- 梅山千里の道を行く(2013年1月23日)
- 夫婦鶴(2014年1月22日)
- 屋形船(2014年7月23日)